# Бутрин, Юрий Владимирович
Юрий Владимирович Бутри́н (17 сентября 1978, Новосибирск, СССР) — бывший российский и казахстанский футболист, игрок в мини-футбол. Выступал за сборную Казахстана по мини-футболу. В настоящее время — главный тренер мини-футбольного клуба «Кузбасс».

## Биография
Бутрин начинал карьеру в новосибирском «Сибиряке», где играл на протяжении семи сезонов. В 2002 году Юрий перебрался в казахстанский «Кайрат», где вскоре стал одним из лидеров команды. За шесть лет в составе казахстанского клуба он стал пятикратными чемпионом и четырёхкратным обладателем кубка Казахстана. По истечении этого времени Бутрин стал лучшим бомбардиром в истории не только «Кайрата», но и всего казахстанского чемпионата. Также «Кайрат» дважды доходил до полуфинала Кубка УЕФА по мини-футболу, в чём немалая заслуга Юрия. Особо примечателен его хет-трик в ворота лиссабонской «Бенфики» в сезоне 2005/06, который позволил казахстанцам сыграть вничью со счётом 3:3 и обойти португальцев в борьбе за выход в полуфинал.
Через несколько лет игры в Казахстане Бутрин принял казахстанское гражданство и начал выступления за сборную Казахстана по мини-футболу.
В 2008 году Бутрина пригласили в состав возрождённого «Сибиряка». Юрий вернулся в Новосибирск и стал капитаном команды, которая одержала победу в Высшей лиге и вскоре вновь заиграла в элите российского мини-футбола. В сезоне 2010/11 Бутрин выиграл с новосибирской командой историческую для неё бронзу чемпионата, после чего вернулся в «Кайрат». Однако пробыл он там недолго и вскоре вернулся в Россию, став игроком КПРФ. На следующий год Бутрин объявил о завершении своей карьеры.

## Тренерская карьера
С 2014 по 2022 годы Бутрин входит в тренерский штаб дубля «Сибиряка», с 2019 по 2021 годы был главным тренером основной команды. 
В сезоне 2022/23 был играющим тренером барнаульского «АлтПолитеха», а в следующем сезоне занимал аналогичную должность в «Люмпини», также из Барнаула. Оба алтайских клуба на тот момент имели любительский статус.
Начиная с сезона 2024/25, возглявляет кемеровский «Кузбасс».

## Достижения
- Чемпион Казахстана по мини-футболу (5): 2004, 2005, 2006, 2007, 2008
- Обладатель Кубка Казахстана по мини-футболу (4): 2005, 2006, 2007, 2008
- Чемпион Высшей лиги России: 2008/09
- Чемпион конференции «Восток» Высшей лиги России: 2024/25
- Чемпион зоны «Сибирь и Дальний Восток» Первой лиги России: 2022/23